# (20474) Reasoner
(20474) Reasoner (1999 NV9) – planetoida z pasa głównego asteroid okrążająca Słońce w ciągu 3,43 lat w średniej odległości 2,27 j.a. Odkryta 13 lipca 1999 roku.